# 洽努特峰
63°56′S 59°58′W / 63.933°S 59.967°W

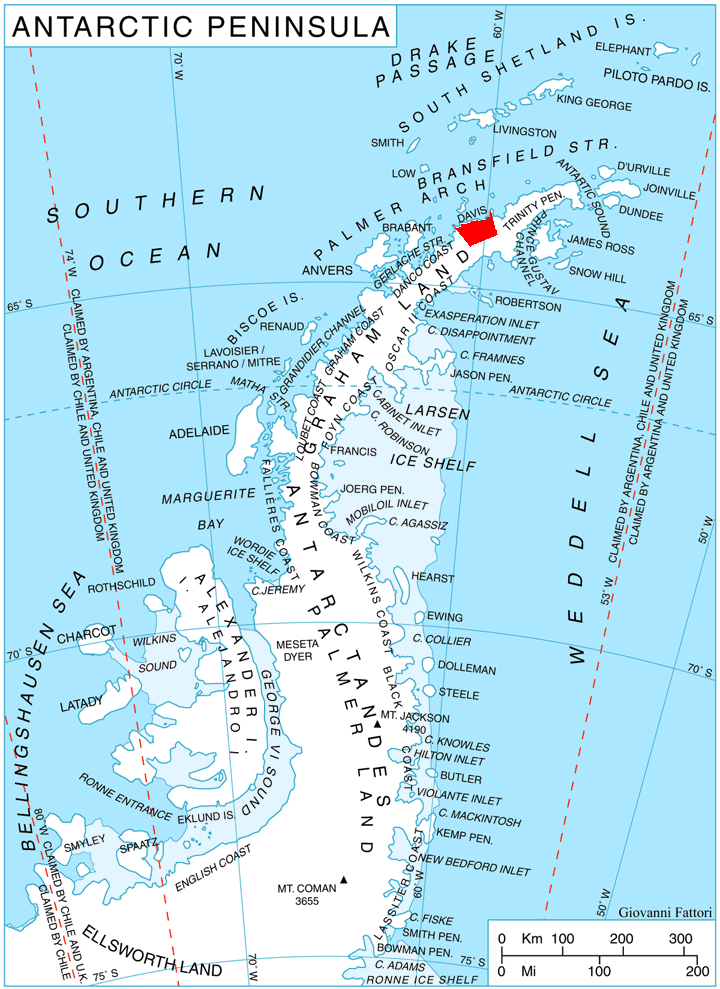

洽努特峰是南極洲的山峰，位於葛拉漢地，屬於科爾滕嶺的一部分，處於溫內爾斯加德角以南7公里，以美國的滑翔機設計師命名。

## 外部連結
- SCAR Composite Antarctic Gazetteer（页面存档备份，存于）.